# Milà-Sanremo 2008
La Milà-Sanremo 2008, 99a edició d'aquesta clàssica ciclista, es disputà el 22 de març de 2008, sent el suís Fabian Cancellara el vencedor final de la cursa.
L'edició comptà amb un recorregut de 298 km, tres km més llarga que l'edició anterior. La cursa finalitzà a Lungomare Italo Calvino i no a la tradicional Via Roma a causa de ser Pasqua.
El guanyador del darrer any, Óscar Freire, era el gran favorit, i més després de la doble victòria d'etapa assolida a la recent Tirreno-Adriatico 2008, però a l'hora de la veritat no fou així.

## La cursa
La cursa va estar marcada per una llarga escapada de prop de 250 km formada per 4 ciclistes: William Frischkorn (Team Slipstream), Filippo Savini (CSF Group-Navigare), Alessandro d'Andrea (Miche-Silver Cross) i Raivis Belohvosciks (Saunier Duval-Scott); que arribà a tenir més de 16 minuts d'avantatge.
Durant la darrera ascensió del dia, el Poggio, el grup anava agrupat i no fou fins a manca de 2 km per al final de la cursa que el suís Fabian Cancellara feu l'acceleració definitiva, sorprenent tots els líders, capficats en la preparació per a un esprint massiu. S'adjudicà la victòria després de 7h14' de carrera i una velocitat mitjana de 41,14 km/h.

## Classificació final
|     | Ciclista          | Equip              | Temps      |
| 1.  | Fabian Cancellara | Team CSC           | 7h 14' 35" |
| 2.  | Filippo Pozzato   | Liquigas           | + 04"      |
| 3.  | Philippe Gilbert  | Française des Jeux | m. t.      |
| 4.  | Davide Rebellin   | Team Gerolsteiner  | m.t        |
| 5.  | Mirco Lorenzetto  | Lampre             | m. t.      |
| 6.  | Anthony Geslin    | Bouygues Télécom   | m. t.      |
| 7.  | Rinaldo Nocentini | Ag2r-La Mondiale   | m. t.      |
| 8.  | Oscar Freire      | Rabobank           | m. t.      |
| 9.  | Thor Hushovd      | Crédit Agricole    | + 05"      |
| 10. | Kurt Asle Arvesen | Team CSC           | m. t.      |

Hi ha 200 ciclistes inscrits, 154 dels quals acabaren la cursa